# Копривлен
Копрѝвлен е село в Югозападна България. То се намира в община Хаджидимово, област Благоевград.

## Население

### Етнически състав
Преброяване на населението през 2011 г.
Численост и дял на етническите групи според преброяването на населението през 2011 г.:
|                     | Численост |
| Общо                | 1344      |
| Българи             | 1245      |
| Турци               | -         |
| Цигани              | -         |
| Други               | 44        |
| Не се самоопределят | 3         |
| Неотговорили        | 52        |

## География
Село Копривлен се намира в подножието на източните склонове на Пирин, в югозападната част на Република България, на 7 километра южно от град Гоце Делчев. На североизток землището на селото спира до коритото на река Места, на югоизток граничи със землищата на село Садово и град Хаджидимово, на югозапад със землището на бившето гръцко мюсюлманско село Лялево, а на север със селата Ново Ляски и Мусомища.

## История
В местността Козлука са намерени съдове и други предмети на тракийската материална култура. В местността Участъка са запазени останки на крепост с доста големи размери, както и от култова сграда, позната на местното население като манастирчето „Свети Георги“. През средновековието областта минава ту в български, ту във византийски ръце. За това се съди по църковна сграда западно от селото и намирани монети от български и византийски произход, статуетки, останки от глинени съдове и други.
Един списък от 1666 г. за данъчните дялове плащани на империята от християнското население показва, че Копривлен е с 23 ханета (семейства).
В „Етнография на вилаетите Адрианопол, Монастир и Салоника“, издадена в Константинопол в 1878 година и отразяваща статистиката на населението от 1873 година, Копривлян (Koprivlian) е посочено като село с 50 домакинства с 60 жители мюсюлмани и 80 българи. В 1889 година Стефан Веркович (Топографическо-этнографическій очеркъ Македоніи) отбелязва Копривлян като чифлик с 22 български и 28 турски къщи.
В 1891 година Георги Стрезов пише за селото:
| „ | Копривлен, село на Ю. от града 2 часа. Разположено е на равно; през него минува друмът от Неврокоп за Сяр. Изключително земледелци; излизат добри любеници. 50 къщи турски. Доскоро имало е до 30 къщи български, които се принудили от своите съселяне да бягат. | “ |

През последната четвърт на XIX век християнското население напуска селото и Копривлен се оформя като селище само с турско население. Към 1900 година според известната статистика на Васил Кънчов („Македония. Етнография и статистика“) населението на селото брои 340 души, всички турци.
Балканската война през 1912 г. променя етническия състав на селото – на мястото на напусналите турци идват първите заселници от Либяхово и от 18 други български селища, останали на гръцка територия. Процесът на заселване става с различна скорост през 20-те и 30-те години на XX век. Статистически сведения от периода след освобождението на Пиринския край показват, че Копривлен е сред онези селища, чиито жители непрекъснато нарастват. Когато се прави първото преброяване през 1920 г. в селото живеят общо 567 души. Следващите преброявания регистрират 892 души (1926 г.), 1207 души (1934 г.), 1671 души през 1946 година.
По-големите родове в Копривлен са следните:
1. От Долно Броди: Шиндови, Уручеви, Кючюкови, Куртови, Коджабашеви, Лазарови, Илчеви, Заневи, Ижбехови, Шонтови, Патинови, Аврамови, Полимерови, Гайдаджиеви, Калинови, Люнгови, Вълчеви, Ряхови, Шейтанови, Комитови, Сирмини, Кутинови, Карадимови, Попови, Балабанови, Зайкови, Карабашеви, Мирчеви, Тасеви, Куриеви, Праматарови, Тумбачеви
2. От Калапот: Велеви, Чакалови, Златеви, Воеви, Гемови, Синадинови, Шопови, Милушеви, Тилеви, Жбантови, Китини, Педеви, Иванкалинови, Томови, Костови, Драгинови, Жогови
3. От Възем: Чаушеви, Вълчеви, Прангалеви, Стоеви, Симеонови, Мацинкови, Караиванови, Даскалови, Шопови, Шаламанови, Паневи, Тамахкярови, Влахови, Хаджиеви, Ангелови, Хаджиеви, Тукмакови, Аврамови, Кормеви, Яйлиеви, Стоеви, Ирмия, Шопови, Кирчеви (Стария Дядо поп), Илиеви, Мървакови
4. От Карлъково: Бойчеви (Гергичкови), Жингови, Кочобожикови, Маркомилеви, Мукленски
5. От Старчища: Самарови, Узунови, Халембакови, Къдреви, Сърбакови, Ивакимови, Кукови, Калайджиеви, Зафирови, Кирякови, Богатинови
6. От Ливадища: Николашопови, Чорбаджийски, Лазар и Петър Мутафчиеви, Мавродиеви, Тодорови
7. От Зърнево: Белчеви, Кукудинови, Маневи, Сърбанови, Манджукови, Шопови, Мудеви, Коцалеви, Гъркови, Пиналеви, Тулеви
8. От Либяхово: Тунчеви, Гърневи, Баракови, Безеви, Зимбилеви, Цуцуманови, Врачкови
9. От Елес: Недеви, Паскови, Щереви, Гюрджеклиеви, Симитчиеви, Георгиманолеви
10. От Горно Броди: Мечеви, Бузукови, Баханови, Трендафилови, Стамови
11. От Скрижово: Халеви, Христосимови
12. От Ловча: Козареви, Чапкънови, Шалеви, Дядо Цирко, Миндалови, Картулеви, Бирови
13. От Търлис: Халачеви, Работови, Сухулови
14. От Каракьой: Чорлеви
15. От Руждене: Маджирови
16. От Ливада: Никола Гиздарови Бакуту
17. От Щип: Борис Янев
18. От Западна Македония: Харалампи Алексиев Фелдшера.

## Религии
Бежанците идват в Копривлен със своя бит и култура и религиозни убеждения. В края на 20-те години на XX век официално Копривлен е селище с преобладаващо християнско население поради което се нуждае от църковен храм. За целта през 1921 г. едната стая на турското кафене се пригодява за училище а другата за молитвен дом. През 1926 г. обществеността на Копривлен иска изграждането на храм. По настояване на Ангел Недев и Денчо Ангелов се взема решение вместо храм да се построи училище чиито стоеж започва през 1928 г. Така старото турско кафене, след съответно отремонтиране и обзавеждане, се превръща в черква която се използва от местното население до 1996 г. Пръв свещенослужител е Димитър Стоев, който като бежанец от с. Възем – Драмска област, като млад започва да служи в с. Градево, а от 1922 г. до 1961 г. изкарва службата си в храма „св. св. Кирил и Методи“ в с. Копривлен. След него в продължение на една година службата в черквата се води от отец Иван Стоев Ижбехов, а през 1963 – 1964 г. от протоирей Иван Семитчиев. През това време духовното си образование получава отец Константин Къдрев които оглавява църквата от месец април 1964 г. до пенсионирането си през 1992 г. От 21.02.1992 г. свещенослужител в храма е назначен отец Атанас Кръстев Златев. Млад и амбициозен той раздвижва църковните дела и привлича голяма част от миряните в божия храм. Мечтата на копривленци за храм най-после се осъществява. В това отношение не бива да се пренебрегва и ролята на отец Къдрев, който осигурява архитектурен план и терен в центъра на с. Копривлен. Още през 40-те години на XX век е бил осигурен терен за храм, но поради една или друга причина до строеж не се е стигнало. От местните представители на държавната власт през 1965 г. също е било осуетено изграждането на нов молитвен дом въпреки полагането на основния камък от неврокопския митрополит (дядо Пимен). Едва през 1988 г. кмета на селото Кръстьо Томов прави среща с дядо Пимен за уточняването на терена, набирането на средства и други важни въпроси относно строителството на новия православен храм. От светия синод на република България е назначен архитект който изготвя два проекта. Изграждането на новия молитвен дом започва на 11 май 1992 г.
Църквата „Успение на Пресвета Богородица“ е построена от 24 юни 1992 г. до 1994 г. Широка е 15 м, дълга 33 м. Куполът е висок 17 м. Камбаната тежи 214 кг и е дар от Драмския областен управител Костас Ефимеридис-роден в село Възем (в Копривлен има 25 рода от Възем). Църквата е осветена от Неврокопския митрополит Натанаил (мирско име Илия Калайджиев-роден през 1952 г. в с. Копривлен) и Пловдивския митрополит Арсений на 1 октомври. От 1996 г. 1.10. става „Ден на Копривлен“ с ежегоден събор.
Манастирът „Св. Георги“ е построен от 29 май 1995 г. до 6 май 1997 г. под ръководството на свещеник Атанас Златев. Широк е 10 м., дълъг 16 м., висок-13 м. Осветен е през 1997 г. от Неврокопския митрополит Натанаил.
В строежа участват: Фирма „Вента“; ”Гео-Шоп”; ”Копривлен мрамор ЕООД”; и местното население. Най-активно участват в строежа Ангел Белчев, Костадин Шалев, Атанас Ижбехов, Божик Вълчев, Николай Щерев, Борис Шопов и др. Камбаната е дар от наследниците на Димитър Гемов. Надписа е от Павел Коцалев, а кръста-синьо-червен –дар от Атанас Иванов Киряков. В строежа участват много копривленци с доброволен труд.
В района на гробището свещеник Атанас Златев изгради и параклис „Св. Атанасий Велики“.

## Обществени институции
Училище в с. Копривлен се открива 1918 г. и то е начално. Това става по настояване на населението и най-вече на Ангел Недев и Атанас Банскалиев. Първа учителка е Магда Кацарова от Гоце Делчев. След нея постъпва учител и Димитър Лазаров (Дуков) от Гайтаниново. Други учители, работили в Копривлен, това са: Светослав Камберов, Ангел Керезиев от Мосомище, Георги Петков Панайотов-Гек, Аргиров и Танчев от Гоце Делчев.
	През 1923 г. след дострояване на училището, се открива прогимназия с 5-и и 6-и клас. Опитът пропада и учениците завършват прогимназия в с. Жостово. Поради отдалечението от 5 километра на селото, преходът е много труден. Затова през 1926 г. се взема решение да се построи ново училище. Това става по настояване най-вече на Ангел Недев и Денчо Ангелов. Строежът започва 1928 г. и завършва 1930 г.
През 1931 г.в него се настаняват учениците. Макар и непълна, прогимназията в Копривлен е факт. През 1961 г. се открива и 8-и клас.
	През 1959-1960 г. се построява стадиона в селото.
Загинали за България Копривленци през Първата световна война:
1. Георги Лазьов Уручев-?; 2. Иван Стоянов Манолев-Криволак; 3. Тодор Стоянов Халев-Криволак; 4. Атанас Георгиев Пиляфов-Криволак; 5. Паско Стоянов Халев-?; 6. Георги Николов Зайков-?; 7. Георги Иванов Липидарев-?; 8. Никола Атанасов Шиндов-Ниш; 9. Янчо Великов Симеонов-Ниш; 10. Стоян Георгиев Мукленски-Завоя на Черна; 11. Иван Иванов Златев-Завоя на Черна; 12. Георги Жеков Димитров-Беласица; 13. Славе Великов Баханов-Удово. В тяхна чест е издигнат паметник в училищния двор през 1941 г.

## Политически живот
През 1920 г. ВМРО – Иван Михайлов организира чета в с. Копривлен. Начело застава Ангел Чорбаджийски. Четници са също и: Кочо Божиков, Атанас Киряков, Тодор Воев, Васил Жингов, Харалампи Алексиев, Крум Воев, Васил Безев, Васил Жингов, Георги Праматаров, Кръстьо Бойчев, Никола Гиздаров. Активни дейци на ВМРО – Иван Михайлов са още и: Марко Сотиров, Стоян Даскалов, Марин Жингов, Димитър Трендафилов, Тодор Безев, Атанас Цуцуманов, Георги Халев. През 1934 г. след преврата на 19 май, ВМРО е забранена. Тогава излизат в нелегалност четниците: Атанас Шиндов и Костадин Чакалов. БЗНС в селото е основан през 1919 г. Първите членове са: Костадин Козарев, Иван Калинов, Тодор Гърнев, Михаил Мечев, Атанас Велев. БКП е основана през 1919 г. Първи нейни членове са Петър Златев, Атанас Златев, Павел Ташков, Велик Панев, Георги Баханов и Георги Биров. По-късно по-известни членове на БКП са: Янчо Стоев, Велик Тунчев, Димитър Педев, Илия Чорлев, Никола Стамов, Петър Люнгов, Димитър Мечев, Петър Аврамов, Георги Шейтанов. През 1925 г. по време на „Дъбнишките събития“ от Копривлен са откарани в Дъбница: Тодор Гърнев, Иван Калинов и Михаил Мечев. Първите двама са убити, а Михаил Мечев след тежки инквизиции е освободен. През 1932 г. след изостряне на политическата обстановка във връзка с предстоящите избори емигрират от страната следните членове на БКП: Костадин Козарев, Димитър Педев, Никола Гюреджиков, Никола Стамов, Илия Чорлев, Янчо Стоев, Велик Тунчев. През 1939 г. са интернирани: Михаил Шиндов, Петър Карадимов, Иван Илчев, Георги Томов и Георги Мавродиев в село Исперих – Свищовско за 6 месеца.
Случаят с парашутистите.
През 1941 г. на 14 ноември в с. Копривлен пристигат от Гърция, заблудилите се парашутисти: полковник от Съветската армия – интербригадистът Йордан Кискинов, полковник от Съветската армия – интербригадистът Христо Дамянов и техният радист – Николай Романов – съветски гражданин. Към 20 часа – вече тъмно, в кръчмата на Тодор Воев влизат Йордан Кискинов и Николай Романов. Те искат да купят храна. В същата вечер в кръчмата е и кмета на Копривлен – Фрацил Николов (от същото село на Кискинов – Пиперево), който поискал от непознатите да се легитимират. В отговор – получават изстрели с пистолет. В завързалата се престрелка пада убит Йордан Кискинов, а другарят му е заловен. Кметът е тежко ранен и умира по-късно в районната болница. Събуден от изстрелите, секретар – бирника на Копривлен – Иван Стефанов тръгва за кметството, но при шосето – до дома на Васил Безев е застрелян от третия от групата – Христо Дамянов. В тази нова престрелка е убит и Христо Дамянов. Руският радист е осъден на доживотен затвор. Тази история има и продължение след 9 септември 1944 г. Още на 10 септември 1944 г. са арестувани: Георги Праматаров, Кочо Божиков, Харалампи Алексиев, Васил Жингов, Стоян Даскалов и Васил Безев. След кратък престой в затвора те са освободени. Борис Янев и Страшимир Воев също са арестувани и осъдени от народния съд във връзка със събитията от 14 ноември 1941 г., а Тодор Воев – кръчмаря, е изкаран и убит, без да се знае къде е гроба му и до днес.
Във Втората световна война са взели участие следните Копривленци:
1. Димитър Ряхов, 2. Димитър Белчев, 3. Димитър Тунчев, 4. Божик Бойчев, 5. Илия Гърнев, 6. Илия Панев, 7. Крум Жингов, 8. Костадин Белчев, 9. Костадин Мърваков, 10. Продрум Бараков (бай Друмчо), 11. Стоян Стамов, 12. Спиро Мутафчиев, 13. Стефан Врачков,14. Кирил Милушев. Загива само един – Кирил Милушев на 11 април 1945 г. при Драва – Соболч.
През 1949 г. са арестувани за две седмици в Гоце Делчев: Атанас Цуцуманов, Васил Безев и Кръстьо Жингов. Васил Безев е освободен, а останалите двама са интернирани в Бобов дол, после и в Белене. След 13 месеца Кръстьо Жингов е освободен, а Атанас Цуцуманов изкарва 18 месеца и 17 дни в лагерите. През 1951 г. избягват през границата в Гърция: Тодор Безев, Ангел Безев и Костадин Чакалов, които по-късно се озовават в САЩ. През 1950 – 1951 г. са интернирани семействата на Марин Жингов, Крум Жингов, Ангел Воев, Страшимир Воев, Стоичко Йорданов в село Рибарица, Тетевенско. Семействата на Тодор и Ангел Безеви са интернирани в Добруджа – Генерал Тошево, а семейството на Костадин Чакалов – в Севлиевско. Завръщат се в Копривлен след амнистията през 1955 г. Семейството на Воеви остават завинаги в Рибарица.
Убийството на селския милиционер Шаламанов.
През 1956 г. на 30 септември срещу 1 октомври е убит милиционерът Стоян Шаламанов. Убийството е извършено от двама души от с. Копривлен – Георги Самаров и Тома Узунов. Убийците са разкрити през 1962 г. Георги Самаров е бил бивш сътрудник на Държавна сигурност (ДС), който се е разочаровал от комунистическата власт. Преди това е бил назначен за старшина в милицията. Отказал да стане член на ТКЗС през през 1952 г. По-късно-през 1957 г. решава да бяга през границата в Гърция. Свързва се със старшината Заяков от граничния подучастък. Задържан е на 28 май 1958 г. Осъден е и е пратен в затвора. Там се издава, че има тъмни дела в миналото. Скоро Държавна сигурност разкрива и съучастника му Тома Узунов. Следва присъда и Георги Самаров е осъден на смърт и разстрелян, а Тома Узунов е осъден на затвор, от който излежава една част, а по-късно е амнистиран и се завръща отново в с. Копривлен.
ТКЗС се пробва в Копривлен още през 1945 г., но неуспешно. То се създава през 1950 г. от членове-комунисти. През 1957 г. всички селяни на Копривлен насила са вкарани в ТКЗС-то.

## Спорт
I. Футбол: Футболът в с. Копривлен се основава през 1928 г. през месец май от група ентусиасти – Тодор Цуцуманов и братята Ангел и Костадин Симеонови, които си купуват футболна топка и оттогава започва развитието на футбола в Копривлен. През годините много футболни деятели и спортисти са дали своя дял за развитието в селото. С риск да пропуснем някои от тях ще се опитаме да ги споменем тук, за да може съвременното поколение да се запознае с историята на футбола в с. Копривлен.
II. Волейбол: 1. Ана Томова Узунова-национална състезателка – с 5 участия на европейски първенства. През 1981 г. е обявена за най-добрата нападателка на Европа. 2. Славка Узунова – нейна дъщеря, национална състезателка.
III. Лека атлетика: 1. Ангел Манджуков – хвърляне на копие. Двукратен балкански шампион, 7-и на световното първенство през 1988. Трето постижение в света за 1988 г. 2. Димитър Влахов – хвърляне на копие. Извоювал много златни медали на редица първенства.
IV. Самбо: 1. Георги Жингов – трето място на Световното младежко първенство през 1985 г. в Испания.
V. Баскетбол: За първи път баскетбол се заиграва в Копривлен през 1952 г. Изградена е баскетболна площадка в училищния двор под ръководството на инженер геолога Георги Канурков от Пловдив. Площадката е електрифицирана и баскетбол се играе до късно вечер. Десет години Копривлен е Окръжен селски първенец и при мъжете и при жените. Участва в 4-ри републикански селски първенства.
Мъже: Най-известните баскетболисти на Копривлен са били: 1. Костадин Куртов, 2. Костадин Тунчев, 3. Никола Цуцуманов, 4. Симеон Симеонов, 5. Георги Гърнев, 6. Атанас Богатинов, 7. Тодор Воев, 8. Денчо Цуцуманов.
Жени: 1. Варка Тунчева, 2. Танка Симеонова, 3. Величка Стамова, 4. Величка Куртова, 5. Фейка Цуцуманова, 6. Злата Богатинова, 7. Кипра Зайкова, 8. Кинче Жбантова, 9. Янка Занева, 10. Елена Жингова.

## Здравеопазване
Раждането на децата на Копривлен, както навсякъде по-рано, ставало с помощта на бабуването. Това се е правело от Петра Манолева – Елешка и Катя Праматарева. От 1931 г. в Копривлен се установява дошлият от Западна Македония фелдшер Харалампи Алексиев. Той остава в Копривлен до 1952 г. Първи лекар в Копривлен е бил д-р Сапунджиев – 1942 г. Но през следващата 1943 г. е командирован в Беломорието. Медицинският пункт в Копривлен е открит през 1948 г. В него заработват фелдшер, акушерка, хигиенист и обеззаразител. През 1953 г. в Копривлен се откриват Родилен дом и Зъболекарски кабинет. Първи зъболекар в селото е д-р Панарета Килимпирева, а съпругът ѝ д-р Килимпирев оглавява здравната служба в селото. Новата сграда на селската здравна служба е построена 1965 г.

## Културни и природни забележителности
Характерни изговори в с. Копривлен: Йеш – „Яж“ — от Долно Броди; Нимой – недей; Тоя – този (Възем); Нъй, Тъй – онази, тази; Клавам – слагам; Клай – сложи; Хать – хайде; Милия – обувки; Пачаура – парцалка; Кешки – дано; Буаднъч – веднъж; Скоманче – малко дървено столче; Лаканя – голям глинен съд, като паница за готвене; Шутак – женска дреха с пълнеж от памук; Дуламъ – горна къса дреха с ръкави от шаяк; (Х) фустань – рокля от фабрична материя; Папуце – обувки; Отпишин – отначало, отново; Соба – печка; Кетог, Кетогя – обор, обора; Шалваре – мъжки шаячени широки панталони; Мисирь – царевица; Църцара – съд за пиене на ракия, с пробита, скосена от двете страни дървена запушалка; Мъщърбъ – ламаринена чаша с дръжка; Мада – плосък камък, лепида; Пенжура – прозорец; Жам – стъкло, прозорец; Ламба – фенер със стъкло и фитил; Пищелька – дървен музикален инструмент; Шайка – пирон; Траказ – райбер; Пунзаря – джоб; Пънца – паница (Калапот); Лъйца – лъжица (Калапот); Дудула – малко бърдуче за овлажняване на кускуса при приготвянето му (Калапот); Латка -10-15 килограмов съд с голям отвор и две ръкохватки; Кюпче – малко гърне; Хърбуль – беззъб човек, ощърбено гърне; Иере – яре; Капа – каскет; Шпирто – кибрит; Патлижане – домати; Каиш – ремъчен колан; Рукозунь – връв за опасване на гащи, вместо колан; Фрът, фрет – всички; Кепежик – малка съседска вратичка; Текна ми – сетих се; Тора – довечера; Геч – късно; Кюмбе – печка, Тюльбень – памучна кърпа за глава; Алажа – горна памучна дрешка с пълнеж за деца; Щърън – човек или животно, което иска от всичко да похапне; Щърбав – беззъб човек или леко очукан съд; Ужак – комин; Църън – черен; Хми – им (дай хми – дай им); Бухаре – дъговидна полица над огнище, камина; Хурна – тънка питка хляб, която се пече направо на печката или фурната; Куртмач – гъсто преварено овче мляко наесен; Сюндермe-Куртмач – при Долно Брождени; Обазен – добитък, научен да прави зян; Съклеть – притеснение; Кукарь – кромид; Пищималь – дебела вълнена пастирска завивка с пискюли за раменете; Вретище – козиняв чувал; Зейре – храна за добитъка за през зимата, Дилаф-маша,
Бунела, бунелка-вилица, виличка-) Долно Броди и Възем),
Газу-съд за светене с газ и фитил, Кушлак-младо кученце на 5-6 месеца; Кумать – парче твърд хляб; Копань – порция, мръвка месо; Глибоко – дълбоко; Ляп – хляб; Лизганица – пързалка; Сунявица – пързалка; Сурканица – пързалка; Дулап – вграден шкаф; Тропанки – дървени налъми; Ода – вода; Пишник – голяма пита хляб – 3-4 кг.; Бубайк – памук; Карасул – река Mеста; Компире – картофи; Комби – картофи; Пипонь – пъпеш; Шерве, кръпче – носна кърпичка (Долно Броди); Калцуне – търлъци (Горно броди); Жув – жив; Срико – чичо (Долно Броди); Чича – стринка (Долно Броди); Срика – чичо (Долно Броди); Срича – стринка (Калапот); Жигясувам – тегля с кантар (Долно Броди); Людето – хората; Тас – дълбока метална паница, купа; Сахань – плитка метална паница; Уйко – вуйчо; Чепчак – ламаринено канче за вода; Чуляк – човек; Зуница – небесна дъга, горска ягода; Уцутре – сутринта; Прогима – закуска преди обяд; Гропъл – гол, леко облечен човек.

## Редовни събития
На 1 октомври, когато е църковният празник „Покров Богородичен“ се провежда ежегоден празник на селото. Възможно е светският празник да се размине с църковния с един или два дена, но това зависи от почивните дни.

## Личности
Родени
- Ангел Чорбаджийски, български революционер, деец на ВМРО[7]
- Ани Узунова (р. 1955), волейболистка, националка
- Атанас Киряков, български революционер, деец на ВМРО[7]
- Георги Халев (р. 1959), инженер по ядрена физика
- Георги Чаушев (р. 1942), доц. д-р по етерично маслените и лечебни култури. Дългогодишен директор на Института по розата, град Казанлък
- Кочо Божиков, български революционер, деец на ВМРО[7]
- Натанаил Неврокопски (1952 – 2013), неврокопски митрополит от 1994 до 2013 г.
- Иван Маламов (р. 1973), български офицер, полковник, началник на Националния военен университет
- Петър Занев (р. 1985), български футболист
- Яков Месемврийски (р. 1956), български духовник, месемврийски епископ от 1998 г.

Починали
- Георги Коджабашиев (? – 1918), български революционер